# 라이무테 바이카우스카이테
라이무테 바이카우스카이테(리투아니아어: Laimutė Baikauskaitė, 러시아어: Лаймуте Байкаускайте, 1956년 10월 6일 ~ )는 소련과 리투아니아의 육상 선수이다. 주 종목은 중거리 달리기(1500m)로 1988년 하계 올림픽에서 은메달을 획득했다.

## 생애
1980년 소련 선수권 대회 800m에서 은메달을 획득했다. 1988년 서울에서 열린 1988년 하계 올림픽때 1500m 달리기에 참가했다. 바이카우스카이테는 7초 차이로 루마니아의 파울라 이반의 뒤를 이어 은메달을 획득했다.